# Jaime Servera
 (décembre 2023).
Jaime Servera, né vers 1650 à Alzira et mort dans cette même ville le 21 août 1722, est un philosophe espagnol.

## Biographie
Prêtre séculier de Alzira, il obtient un doctorat ès-arts de l'Université de Valence. Il devint une figure importante de la philosophie valencienne, qui était à l'avant-garde de l'introduction de doctrines nouvelles dans la scolastique espagnole et représentée surtout par l'œuvre de l'oratorien Tomás Vicente Tosca. Jaime Servera est l'auteur d'un cours de philosophie (dans l'ensemble pro-jésuite, anti-thomiste) dans lequel il adopte plusieurs positions contraires à la théologie néo-scolastique, en niant par exemple les formes substantielles matérielles. Il nie également que la quantité soit un accident réellement distinct de la substance matérielle. Il connaît les œuvres[pas clair] des philosophes français Emmanuel Maignan, Antoine Legrand, Jean Vincent et Casimir de Toulouse.

## Œuvres
- Metaphysicologica, seu disputationes in logicam et metaphysicam iuxta methodum valentinam distributas, Valencia, typis Vincentii Mace, 1693.